# Método de la ruta crítica
El método de la ruta crítica (también, método del camino crítico) es un algoritmo utilizado para el cálculo de tiempos y plazos en la planificación de proyectos.
Este sistema de cálculo conocido por sus siglas en inglés CPM (Critical Path Method), fue desarrollado en 1957 en los Estados Unidos de América, por un centro de investigación de operaciones para las firmas Dupont y Remington Rand, buscando el control y la optimización de los costos mediante la planificación y programación adecuadas de las actividades componentes del proyecto. Otro proyecto importante de esa época, el proyecto del misil "Polaris" originó en 1958 la creación de uno de los métodos de programación por camino crítico, conocido con el nombre de PERT (Program Evaluation and Review Technique).
En administración y gestión de proyectos, una ruta crítica es la secuencia de los elementos terminales de la red de proyectos con la mayor duración entre ellos, determinando el tiempo más corto en el que es posible completar el proyecto. La duración de la ruta crítica determina la duración del proyecto entero. Cualquier retraso en un elemento de la ruta crítica afecta a la fecha de término planeada del proyecto, y se dice que no hay holgura en la ruta crítica.
Un proyecto puede tener varias rutas críticas paralelas. Una ruta paralela adicional a través de la red con la duración total cercana a la de la ruta crítica, aunque necesariamente menor, se llama ruta sub-crítica.
Originalmente, el método de la ruta crítica consideró solamente dependencias entre los elementos terminales. Un concepto relacionado es la cadena crítica, la cual agrega dependencias de recursos. Cada recurso depende del manejador en el momento donde la ruta crítica se presente.
A diferencia de la técnica de revisión y evaluación de programas (PERT), el método de la ruta crítica usa tiempos determinísticos, mientras que PERT usa tiempos probabilísticos a partir de tres estimaciones. Sin embargo, la elaboración de un proyecto basándose en redes CPM y PERT son similares y consisten en:
- Identificar todas las actividades que involucra el proyecto, lo que significa, determinar relaciones de precedencia, tiempos técnicos para cada una de las actividades.
- Construir una red con base en nodos y actividades (o arcos, según el método más usado), que implican el proyecto.
- Analizar los cálculos específicos, identificando la ruta crítica y las holguras de las actividades que componen el proyecto.

En términos prácticos, la ruta crítica se interpreta como la dimensión máxima que puede durar el proyecto y las diferencias con las otras rutas que no sean la crítica, se denominan tiempos de holgura.